# Richard S. Fuld, Jr.

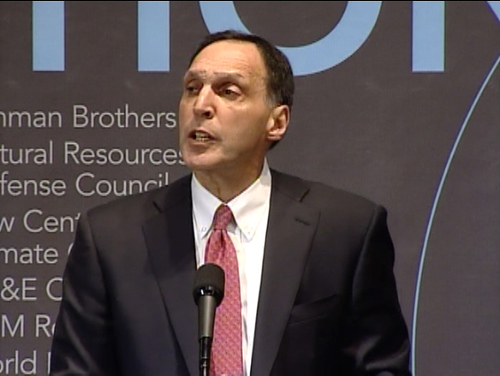
Richard Fuld während seiner Rede am World Resources Institute Forum, Januar 2007

Richard „Dick“ Severin Fuld, Jr. (* 26. April 1946 in New York City) ist ein US-amerikanischer Bankmanager und war der letzte Vorsitzende und Chief Executive Officer der Investmentbank Lehman Brothers. Er hielt seine Position seit 1994 zusammen mit Joseph M. Gregory als Stellvertreter bis zur Insolvenz des Unternehmens im Jahr 2008.

## Herkunft und Ausbildung
Fuld wurde als Sohn jüdischer Abstammung seines gleichnamigen Vaters und seiner Mutter Elizabeth Schwab (* 1919) in New York City geboren. Er ist der Großcousin von Oakland Athletics’ Outfielder Sam Fuld. Fuld machte seinen Abschluss im Jahr 1969 an der Universität von Colorado in Boulder. Den M.B.A. erwarb er 1973 von der New York University’s Stern School of Business. Fuld strebte dann eine Ausbildung als Pilot bei der United States Air Force an. Diese endete aber abrupt nach einer körperlichen Auseinandersetzung mit einem ranghöheren Kadetten. Er selbst kommentierte, dass er sich für einen jungen Kameraden eingesetzt habe, nachdem dieser von dem ranghöheren Kadetten gedemütigt wurde.

## Karriere

### Anfänge bei Lehman Brothers
Im Jahr 1969 stieg Fuld bei Lehman Brothers als Wertpapierhändler ein und erlangte aufgrund seiner guten Arbeit mit festverzinslichen Wertpapieren innerhalb der Firma schnell großes Ansehen. Im Alter von 37 Jahren wurde Fuld zum Aufsichtführenden in den Abteilungen „festverzinsliche Wertpapiere“ und „Dividendenpapiere“ befördert. Seine Hauptaufgabe bestand darin, alle Handelsgeschäfte der Bank zu überwachen. Der US-amerikanische Autor und Journalist Ken Auletta stellte fest, dass Fuld „ein äußerst erfolgreicher Händler“ gewesen sei, seine „Fähigkeiten als Manager [jedoch] weniger augenfällig“ gewesen seien: „Seine Interaktion mit Kollegen [sei] stets sehr begrenzt“ gewesen, so Auletta. „Und wenn [Fuld] mal geredet hat, war er sehr wortkarg“. Anfang der 1980er Jahre kontrollierte Fuld 22 Manager aus den Kernbereichen der Bank und war für zwei Drittel der Gewinne im Jahr 1982 verantwortlich.

### Manager und Chef der Bank
Nachdem Shearson und Lehman Brothers gesplittet worden waren, bildete Fuld gemeinsam mit James Tomilson Hill die Doppelspitze der Bank. Fuld beförderte einen Freund und intern kontroversen Mitarbeiter, Thomas Christopher Pettit, in das Management von Lehman Brothers. Nachdem das Geldhaus von American Express gelöst worden war, brach eine interne Krise in der Bank und in ihrem Top-Management aus. Fulds Abteilung „festverzinsliche Wertpapiere“ erwirtschaftete als einziger Kernbereich Erträge für die Bank. Im April des Jahres 1994 wurde Fuld zum Chairman der Bank ernannt und ersetzte fast das gesamte Team um ihn herum. So stufte er auch Pettit herab, der mit seinen Taktiken Fuld nicht länger überzeugen konnte und zuvor als Präsident des Geldhauses fungierte. Einige Monate nach seiner Herabstufung im April 1996 kam Pettit bei einem Schneemobil-Unfall ums Leben. Da die Freundschaft zwischen Fuld und Pettit vor dem Unfall zerbrochen war, weigerte sich Fuld, in der Öffentlichkeit darüber zu sprechen. Unter Fulds Führung erwirtschaftete Lehman Brothers eine Eigenkapitalrendite (Return on Equity) von 14 Prozent – elf Prozent mehr als im Vorjahr 1995. Finanzprofessor Roy C. Smith von der New York University’s Stern School of Business nannte Lehman Brothers „eine Katze mit 19 Leben“. Smith verglich das Finanzinstitut mit einem Akkordeon: „[…] sie können zusammendrücken, wann sie wollen. […] Sie sind unglaublich flexibel. Das ist zumindest teilweise ein Verdienst von Richard Fuld“.
Als Vorstandsvorsitzender erneuerte Fuld das Management der Bank und ihre Mitarbeiter in den drei neuen Kernbereichen: „Investment-Banking“, „Eigenkapital“ und „festverzinsliche Wertpapiere“. Unter Fulds Leitung konzentrierte sich das Geldhaus auf das potenziell besonders ertragreiche Investment-Banking. Um maximale Gewinne zu gewährleisten, stellte Fuld mehrere hochbezahlte  Händler und Experten ein. Im Januar 1997 genehmigte Fuld zusätzliche Managementprämien in Höhe von 48,4 Millionen US-Dollar. Davon flossen 46 Millionen an das obere Management und lediglich zwei Millionen  an die Managementebene darunter. Während der Terroranschläge am 11. September 2001 verlor die Bank ihre Büros im World Trade Center, gerade als Fulds Investment-Banking-Konzept hohe Gewinne erwirtschaftete. Fuld lobte in einem Interview mit Business Week, dass Lehman Brothers diese Krise nur dank der großartigen Mitarbeiter bewältigen konnte. Im selben Jahr erhielt Fuld eine Vergütung von rund 105 Millionen US-Dollar, was ihm Platz vier auf der Liste der bestverdienenden Chief Executive Officers im Jahr 2001 einbrachte.
Fuld gewann weiter stets Ansehen aufgrund seiner starken Ausstrahlung als Bankmanager. Im Jahr 2004 setzte er ein internes Abkommen durch, das unter anderem vorschrieb, wie die Mitarbeiter der Firma vergütet werden sollten. Nun galt sein Motto „Vergütung gleich Ertrag“. Ebenfalls änderte Fuld das Verhältnis zwischen Lohnauszahlung in Bargeld und Aktien. Im Jahr 1994 gehörten vier Prozent von Lehman Brothers den Mitarbeitern. Zehn Jahre später stieg der Prozentsatz auf 35. Ein Jahr zuvor verantwortete Fuld die Übernahme von Neuberger Berman: „Neuberger Berman ist einer der größten und renommiertesten unabhängigen Vermögensmanager. Wenn Neuberger mit unserem Wealth Management kooperiert, wird Lehman Brothers ein Marktführer für einen sehr wünschenswerten Handelsplatz.“ Aufgrund seines enormen Erfolges heuerte Fuld seine neuen Angestellten mit dem Satz an: „Wenn Sie zu uns kommen, machen wir Sie reich – vielleicht sehr reich“. Es arbeiteten inzwischen fast ausschließlich Millionäre für Lehman Brothers.

### Bankrott des Hauses
Im Jahr 2007 soll Fuld, der seinen Spitznamen „Gorilla“ durch Humor („ich bin der einzige Banker, dessen Arme bis zum Boden reichen“) und ein ausgestopftes Gorilla-Exemplar in seinem Büro selbstironisierte, 45 Millionen USD verdient haben, seine Vergütungen in den Jahren 1993 bis 2007 werden auf insgesamt bis zu 500 Millionen USD geschätzt. Während seiner gesamten Zeit bei Lehman Brothers soll Fuld eine Milliarde US-Dollar als Vergütung erhalten haben. Ähnlich dem Fall der Barings Bank wurden die den Vergütungen zugrundeliegenden Unternehmensgewinne durch exzessives Leveraging gesteigert. Lehman Brothers wurde unter Fulds Führung vorgeworfen, auf jeden US-Dollar Eigenkapital 35 US-Dollar an Krediten vergeben zu haben. Im Zusammenhang mit den massiven Preisrückgängen für amerikanische Immobilien sind daraus 2008 viele notleidende Kredite geworden. Nachdem die US-amerikanische Regierung drei große Banken (Bear Stearns, Fannie Mae und Freddie Mac) mit Milliarden US-Dollar gestützt hatte, war der politische Druck, keine weiteren Banken aufzufangen, so groß geworden, dass der damalige amerikanische Finanzminister Henry Paulson nach der Absage der englischen Barclays-Bank, sich an Lehman Brothers zu beteiligen, keine weitere Unterstützung bereitstellte, was – entgegen dem bisherigen Grundsatz Too Big to Fail – zur Insolvenz von Lehman Brothers führte. Wenige Tage nach der Insolvenz waren nur noch 170 Mitarbeiter für Lehman Brothers tätig, 24.988 waren gekündigt worden. Fuld hielt zum Zeitpunkt der Insolvenz 10,9 Millionen Lehman-Aktien, die einen Wert von einer Milliarde US-Dollar gehabt haben sollen.

### Matrix Private Capital Group
2009 gründete Fuld seine eigene Beratungsfirma namens Matrix Private Capital Group. Berichten zufolge arbeiten nur zehn Personen für die Firma. Zu den Hauptaufgaben von Matrix gehört die Beratung von Privat- und Geschäftskunden über die aktuelle Wirtschaftslage, Investitionen, Strategien und Risikomanagement. Laut eigenen Angaben gründete Fuld die neue Firma, da er es liebe, neue Organisationen zu gründen. Kritiker bezeichnen die Firma sowie ihre Mitarbeiter und Geschäfte abwertend als „Pennystock“ und hochspekulativ.

## Privates
Der Bankmanager ist mit Kathleen Fuld verheiratet und hat mit ihr die drei Kinder Chrissie, Jacqueline und Richie.  Während der öffentlichen Anhörungen beteuerte Fuld, dass er zum Zeitpunkt der Lehman Brothers Insolvenz acht Millionen Aktien im Wert von 800 Millionen US-Dollar verloren habe, und wies die Abgeordneten darauf hin, lediglich etwas weniger als 250 Millionen US-Dollar verdient zu haben. Am 10. November 2008 überschrieb er sein Anwesen auf der Jupiter-Insel vor Florida auf seine Ehefrau für 100 US-Dollar. Der Kaufpreis für das Objekt lag zuvor bei 13,75 Millionen US-Dollar. Weiter ist der Top-Manager im Besitz eines Objektes in Greenwich, Connecticut, das einen Wert von 10,8 Millionen US-Dollar haben soll. Fuld versucht, einen Käufer für sein Ferienhaus in Sun Valley, Idaho, das einen Gesamtwert von 27 Millionen US-Dollar aufweist, zu finden, und verkaufte bereits zuvor sein Penthouse auf der Park Avenue in Manhattan für 26 Millionen US-Dollar. Weiter besitzt Fuld gemeinsam mit seiner Frau eine Kunstkollektion mit einem Schätzwert von 20 Millionen US-Dollar.

## Mitgliedschaften
Aufgrund der gewaltigen Gewinnsteigerungen von Lehman Brothers, die in der Rückschau mit unkalkulierbaren Risikosteigerungen verbunden waren, wurde Fuld Mitglied, teilweise ehrenamtlich, in zahlreichen Institutionen. Bevor Lehman Brothers die Insolvenz bekannt gab, diente Fuld einige Zeit lang der Federal Reserve Bank of New York im Board of Directors. Nachdem das Geldinstitut geschlossen worden war, trat Fuld aus dem Verwaltungsrat der Robin Hood Foundation aus. Weiterhin war Fuld Mitglied des Board of Trustees im NewYork-Presbyterian Hospital, Mitglied des World Economic Forum sowie des Business Council.

## Film und Fernsehen
Im Jahr 2009 wurde Fuld von Corey Johnson im BBC Film "The Last Days of Lehman Brothers" dargestellt. Im gleichen Jahr strahlte die BBC eine Dokumentation über den Fall der Bank aus. Hauptaugenmerk lag auch auf Fuld, seine Geschäftspraktiken und Biografie. Ein Jahr später erschien der Bankmanager in dem Oscar prämierten Dokumentarfilm Inside Job. Ebenfalls im Jahr 2010 strahlte der arabische Nachrichtensender Al Jazeera die Aufklärungssendung Meltdown: The Men Who Crashed The World. Im Film wird Fuld als „der grausame Wall-Street Räuber“ beschrieben. 2011 wurde Fuld von James Woods für die HBO Veröffentlichung Too Big to Fail porträtiert. Im gleichen Jahr erschien der Film Der große Crash – Margin Call. Der Charakter „John Tuld“ basiert auf Fuld und wurde von Jeremy Irons verkörpert.

## Auszeichnungen
- Im Jahr 2004 platzierte sich der Bankmanager auf Rang vier auf der Liste der am meisten verdienenden Chief Executive Officers mit einem Gehalt von 105 Millionen US-Dollar.[6]
- 2006 ernannte die Zeitschrift Institutional Investor Magazine Fuld zum höchsten US-amerikanischen Chief Executive. In der Liste der schlechtesten US-amerikanischen Geschäftsführer aller Zeiten reihte ihn Condé Nast Portfolio an die erste Stelle, mit dem Hinweis, dass Fuld auch nach der Insolvenz von Lehman Brothers „streitlustig [und] reuelos“ verblieben ist: „Sogar Bernard L. Madoff habe sich entschuldigt“.[26]
- Nach der Finanzkrise 2008 nahm ihn das Time Magazine in die Liste der 25 Menschen auf, die am stärksten für die Krise verantwortlich waren.[27] Der US-amerikanische Fernsehsender CNN positionierte Fuld auf Platz neun der zehn meistgesuchten Schuldigen der Finanzkrise („Ten Most Wanted: Culprits of the Collapse“).[28] Im Dezember 2008 erhielt Fuld den „Lex Overpaid CEO“ von der Financial Times für seine „gesellschaftlich beurteilt zu hohen Einkommen“ in den Jahren 2006 und 2007 – zwei Jahre bevor Lehman Brothers die Insolvenz anmeldete.[29]